# پتاسیم اسمات
پتاسیم اسمات(به انگلیسی: Potassium osmate) یک ترکیب معدنی با فرمول شیمیایی K2[OsO2(OH)4] است. این نمک دیامغناطیس بنفش رنگ بوده و حاوی فلز اسمیم در حالت اکسایش VI (6+) است. هنگامی که در آب حل می‌شود، محلولی صورتی تشکیل می‌شود، اما زمانی که در متانول حل می‌شود، محلولی آبی رنگ به وجود می‌آید. این نمک به عنوان یک کاتالیزور برای واکنش دی‌هیدروکسیل‌دار کردن نامتقارن الفین‌ها مورد توجه قرار گرفت.

## تهیه
کشف این ترکیب اولین بار توسط ادموند فرمی در سال ۱۸۴۴ گزارش شد.
پتاسیم اسمات با احیای پروسمات‌ها با استفاده از الکل تهیه می‌شود:
۲ OsO4 + C2H5OH + 5 KOH → CH3CO2K + 2 K2[OsO2(OH)4]
همجوشیِ اکسایشیِ قلیایی فلز اسمیم نیز این نمک را ایجاد می‌کند.